# Train to Busan
Train to Busan (en hangul, 부산행; romanización revisada, Busanhaeng) (conocida en español por los títulos Estación zombie, Tren a Busan, Estación Zombie: tren a Busan e Invasión Zombie) es una película de acción y terror de Corea del Sur de 2016 dirigida por Yeon Sang-ho y protagonizada por Gong Yoo, Jung Yu-mi y Ma Dong-seok. La película se desarrolla principalmente en un tren a Busan cuando un apocalipsis zombi estalla repentinamente en el país y amenaza la seguridad de los pasajeros.
La película se estrenó en la sección de Proyecciones de medianoche del Festival Internacional de Cine de Cannes de 2016 el 13 de mayo. El 7 de agosto, la película estableció un récord como la primera película coreana de 2016 en alcanzar una audiencia de más de 10 millones de espectadores. La película sirve como una reunión para Gong Yoo y Jung Yu-mi, quienes protagonizaron la película de 2011 Silenced. Una secuela, Peninsula, fue lanzada en Corea del Sur el 15 de julio de 2020.

## Argumento
Conduciendo por una carretera junto a una planta química, un granjero es detenido por un equipo de limpieza de una planta bioquímica del sector que somete su vehículo a sanitización mientras le explican que la planta nuevamente tuvo una fuga, aunque restan importancia al hecho. Tras seguir su camino accidentalmente arrolla un ciervo, ignorando que tras continuar su camino el cadáver del animal se pone de pie y avanza hacia la ciudad.
El administrador de fondos Seok-woo es un cínico adicto al trabajo y padre divorciado. Su hija Su-an, de quien tiene la custodia, quiere pasar su cumpleaños con su madre en Busan. Seok-woo ve un video de Su-an intentando cantar "Aloha ʻOe" en su recital escolar y sucumbiendo al miedo escénico como resultado de su ausencia. Superado por la culpa, decide conceder el deseo de cumpleaños de Su-an. Al día siguiente, abordan el KTX 101 en la estación de Seúl, de camino a Busan. Otros pasajeros incluyen a Sang-hwa y su esposa embarazada Seong-kyeong, el director de operaciones Yon-suk, un equipo de béisbol de la escuela secundaria que incluye al jugador Yong-guk y su novia animadora Jin-hee, las ancianas hermanas In-gil y Jong-gil, el asistente de tren Ki -chul, y un polizón sin hogar traumatizado escondido en el baño. Cuando sale el tren, una joven enferma corre hacia el tren sin ser vista. Se convierte en zombi y ataca a un asistente de tren, que también se convierte. La infección se propaga rápidamente por todo el tren.
El grupo escapa a otro vagón y cierran las puertas. Los informes de Internet y las llamadas telefónicas dan a conocer que una epidemia se está extendiendo hacia el sur por todo el país. Después de que el tren se detiene en la estación de Daejeon, los pasajeros sobrevivientes encuentran la ciudad invadida por zombis y se retiran rápidamente al tren, dividiéndose en diferentes vagones de tren en el caos que sigue. Seok-woo se entera por teléfono primero que su madre, quien vive con él y Su-an, ha sido atacada por los infectados y posteriormente que su empresa está indirectamente involucrada en el desastre debido a que promovió el apoyo a la planta biotecnológica a pesar de sus irregularidades para evitar que sus acciones se devaluaran.
Los militares establecen una zona de cuarentena cerca de Busan, a la que el ingeniero pone rumbo. Seok-woo, Sang-hwa y Yong-guk, que se han separado de sus seres queridos, se abren camino hasta donde Su-an y Seong-kyeong se esconden con In-gil y el vagabundo, allí, Su-an confiesa a su padre que intencionalmente falló su presentación de canto cuando supo que no asistió ya que lo que deseaba era cantarla para él. Una vez reagrupados, luchan a través de la horda de zombis hasta el vagón delantero, donde se refugian el resto de los pasajeros. A instancias de Yon-suk y Ki-chul, los pasajeros evitan que los supervivientes entren por temor a que estén infectados. Sang-hwa se sacrifica para que los demás tengan tiempo de forzar la puerta y entrar en el coche, pero In-gil muere. Yon-suk y los pasajeros exigen que los supervivientes se aíslen en el vestíbulo delantero. Sin embargo, Jong-gil, disgustada con los pasajeros y desesperada por la pérdida de su hermana, abre deliberadamente la otra puerta y permite que los zombis entren y maten al resto de los pasajeros del automóvil. Yon-suk y Ki-chul escapan escondiéndose en el baño.
Una vía bloqueada en la estación de tren de East Daegu obliga a los sobrevivientes a detenerse y buscar otro tren. Yon-suk escapa después de empujar a Ki-chul hacia los zombis, luego hace lo mismo con Jin-hee cuando se encuentran. Con el corazón roto, Yong-guk se queda con Jin-hee hasta que ella se transforma y lo mata. El conductor del tren pone en marcha una locomotora en otra vía, pero también es arrojado a los zombis por Yon-suk cuando intenta ayudarlo. Una locomotora en llamas se descarrila y atrapa a los sobrevivientes restantes, pero Seok-woo encuentra una salida. El resto del grupo queda atrapado nuevamente por la caída de escombros pero el vagabundo se sacrifica para ganar tiempo mientras Seok-woo quita los escombros para Su-an y Seong-kyeong escapen a la nueva locomotora. Después de luchar contra los zombis que cuelgan de la locomotora, se encuentran con Yon-suk, que está a punto de convertirse en zombi y pide ayuda. Seok-woo logra quitárselo de encima, pero es mordido. Pone a Su-an y Seong-kyeong dentro de la sala de máquinas, le enseña a Seong-kyeong cómo operar el tren y se despide de su hija antes de tirarse de la locomotora.
Debido a otro bloqueo del tren, Su-an y Seong-kyeong se ven obligados a detener el tren en un túnel justo antes de Busan. Los dos salen del tren y continúan siguiendo las vías a pie a través del túnel. Los francotiradores están estacionados al otro lado del túnel y están preparados para disparar a lo que creen que son zombis, pero bajan sus armas y corren hacia ellos para ayudarlos cuando escuchan a Su-an cantando "Aloha Oe".

## Reparto
- Gong Yoo como Seok-woo.
- Ma Dong-seok como Sang-hwa.
- Kim Su-an como Su-an.
- Ahn So-hee como Jin-hee.
- Jung Yu-mi como Seong-kyeong.
- Choi Woo-shik como Yong-guk.
- Kim Eui-sung como Yon-suk.
- Choi Gwi-hwa como el vagabundo.[12]
- Ye Soo-jung como In-gil.
- Park Myung-sin como Jong-gil.
- Jeong Seok-yong como conductor del tren KTX.
- Jang Hyuk-jin como Ki-chul.
- Kim Chang-hwan como Kim Jin-mo.
- Cha Chung-hwa como una mujer de mediana edad.
- Lee Joong-ok como un hombre con ropa occidental.

## Recepción

### Taquilla
Train to Busan recaudó 2,1 millones de dólares en los Estados Unidos y Canadá, y 96,3 millones en otros territorios, para un total mundial bruto de 98,5 millones de dólares.
Se convirtió en la película coreana más taquillera en Malasia, Hong Kong, y Singapur. Alcanzó más de once millones de espectadores en Corea del Sur.

### Crítica
El agregador de reseñas Rotten Tomatoes informó que el 94% de 116 críticos le dieron a la película una reseña positiva, con una calificación promedio de 7.60/10. El consenso de los críticos del sitio web afirma: «Train to Busan ofrece una versión emocionante y única, y puramente entretenida, del género zombie, con personajes completamente realizados y muchos comentarios sociales para subrayar las ráfagas de acción hábilmente organizada». Metacritic, que asigna una calificación normalizada a las críticas, asigna a la película una puntuación promedio de 72 sobre 100, según 16 críticos, lo que indica «críticas generalmente favorables».
Clark Collis de Entertainment Weekly escribió que la película «toma prestado mucho de la Guerra Mundial Z en su descripción de las masas de muertos vivientes que se mueven rápidamente, mientras que también cuenta con un núcleo emocional que la extravagancia protagonizada por Brad Pitt a menudo carecía», y agregó que «el resultado es de primera clase en todas partes». En The New York Times, Jeannette Catsoulis seleccionó la película como su «Selección de la crítica» y se dio cuenta de su sutil lucha de clases.
En una reseña negativa, David Ehrlich de IndieWire comenta que «a medida que los personajes se reducen a arquetipos (y comienzan a tomar decisiones sin sentido), el espectáculo también pierde su personalidad única». Kevin Jagernauth de The Playlist escribió: «[Train to Busan] no agrega nada significativo al género zombie, ni tiene nada perceptivo que decir sobre la humanidad frente a la crisis. Claro, carece de cerebro, y esa es la broma fácil de hacer, pero lo que Train To Busan realmente necesita, y de lo que decepcionantemente carece, es corazón».
El cineasta Edgar Wright era un gran admirador de la película. Wright recomendó la película en un tuit y la llamó «la mejor película de zombis que he visto en siempre».

### Premios y nominaciones
| Premio                                    | Fecha de ceremonia      | Categoría                                                | Nominado(s)                                           | Resultado | Referencia           |
| ----------------------------------------- | ----------------------- | -------------------------------------------------------- | ----------------------------------------------------- | --------- | -------------------- |
| Asian Film Awards                         | 21 de marzo de 2017     | Mejor Actor                                              | Gong Yoo                                              | Nominado  | [ 24 ] [ 25 ]        |
| Asian Film Awards                         | 21 de marzo de 2017     | Mejor Actor de Reparto                                   | Ma Dong-seok                                          | Nominado  | [ 24 ] [ 25 ]        |
| Asian Film Awards                         | 21 de marzo de 2017     | Mejor Editor                                             | Yang Jin-mo                                           | Nominado  | [ 24 ] [ 25 ]        |
| Asian Film Awards                         | 21 de marzo de 2017     | Mejores Efectos Visuales                                 | Jung Hwang-su                                         | Nominado  | [ 24 ] [ 25 ]        |
| Asian Film Awards                         | 21 de marzo de 2017     | Mejor Diseñador de Vestuario                             | Kwon Yoo-jin y Rim Seung-hee                          | Nominadas | [ 24 ] [ 25 ]        |
| Blue Dragon Film Awards                   | 25 de noviembre de 2016 | Mejor Película                                           | Train to Busan                                        | Nominada  | [ 26 ] [ 27 ] [ 28 ] |
| Blue Dragon Film Awards                   | 25 de noviembre de 2016 | Mejor Actor de Reparto                                   | Kim Eui-sung                                          | Nominada  | [ 26 ] [ 27 ] [ 28 ] |
| Blue Dragon Film Awards                   | 25 de noviembre de 2016 | Mejor Actor de Reparto                                   | Ma Dong-seok                                          | Nominado  | [ 26 ] [ 27 ] [ 28 ] |
| Blue Dragon Film Awards                   | 25 de noviembre de 2016 | Mejor Actriz de Reparto                                  | Jung Yu-mi                                            | Nominada  | [ 26 ] [ 27 ] [ 28 ] |
| Blue Dragon Film Awards                   | 25 de noviembre de 2016 | Mejor Nuevo Director                                     | Yeon Sang-ho                                          | Nominado  | [ 26 ] [ 27 ] [ 28 ] |
| Blue Dragon Film Awards                   | 25 de noviembre de 2016 | Mejor Dirección de Arte                                  | Lee Mok-won                                           | Nominado  | [ 26 ] [ 27 ] [ 28 ] |
| Blue Dragon Film Awards                   | 25 de noviembre de 2016 | Mejor Guion                                              | Park Joo-seok                                         | Nominado  | [ 26 ] [ 27 ] [ 28 ] |
| Blue Dragon Film Awards                   | 25 de noviembre de 2016 | Mejor Edición                                            | Yang Jin-mo                                           | Nominado  | [ 26 ] [ 27 ] [ 28 ] |
| Blue Dragon Film Awards                   | 25 de noviembre de 2016 | Mejor Fotografía                                         | Lee Hyeong-deok                                       | Nominado  | [ 26 ] [ 27 ] [ 28 ] |
| Blue Dragon Film Awards                   | 25 de noviembre de 2016 | Mejor Iluminación                                        | Park Jeong-woo                                        | Nominado  | [ 26 ] [ 27 ] [ 28 ] |
| Blue Dragon Film Awards                   | 25 de noviembre de 2016 | Premio Técnico                                           | Kwak Tae-yong y Hwang Hyo-gyoon (maquillaje especial) | Ganadores | [ 26 ] [ 27 ] [ 28 ] |
| Blue Dragon Film Awards                   | 25 de noviembre de 2016 | Premio de Elección del Público a la Película más Popular | Train to Busan                                        | Ganadora  | [ 26 ] [ 27 ] [ 28 ] |
| Buil Film Awards                          | 7 de octubre de 2016    | Mejor Película                                           | Train to Busan                                        | Nominada  | [ 29 ] [ 30 ] [ 31 ] |
| Buil Film Awards                          | 7 de octubre de 2016    | Mejor Actor de Reparto                                   | Kim Eui-sung                                          | Ganador   | [ 29 ] [ 30 ] [ 31 ] |
| Buil Film Awards                          | 7 de octubre de 2016    | Mejor Actriz de Reparto                                  | Jung Yu-mi                                            | Nominada  | [ 29 ] [ 30 ] [ 31 ] |
| Buil Film Awards                          | 7 de octubre de 2016    | Mejor Fotografía                                         | Lee Hyeong-deok                                       | Nominado  | [ 29 ] [ 30 ] [ 31 ] |
| Buil Film Awards                          | 7 de octubre de 2016    | Mejor Dirección de Arte                                  | Lee Mok-won                                           | Nominado  | [ 29 ] [ 30 ] [ 31 ] |
| Buil Film Awards                          | 7 de octubre de 2016    | Premio Yu Hyun-mok Film Arts                             | Yeon Sang-ho                                          | Ganador   | [ 29 ] [ 30 ] [ 31 ] |
| Fangoria Chainsaw Awards                  | N/A                     | Mejor Película en Lengua Extranjera                      | Train to Busan                                        | Ganadora  | [ 32 ]               |
| Fangoria Chainsaw Awards                  | N/A                     | Mejor Actor                                              | Gong Yoo                                              | Nominado  | [ 32 ]               |
| Korean Association of Film Critics Awards | 24 de noviembre de 2016 | Premios Técnico                                          | Train to Busan                                        | Ganadora  | [ 33 ]               |
| Premios Saturn                            | 28 de junio de 2017     | Mejor Película de Terror                                 | Train to Busan                                        | Nominada  | [ 34 ]               |
| Baeksang Arts Awards                      | 3 de mayo de 2017       | Mejor Película                                           | Train to Busan                                        | Nominada  | [ 35 ] [ 36 ]        |
| Baeksang Arts Awards                      | 3 de mayo de 2017       | Mejor Actor de Reparto                                   | Kim Eui-sung                                          | Ganador   | [ 35 ] [ 36 ]        |
| Baeksang Arts Awards                      | 3 de mayo de 2017       | Mejor Actor de Reparto                                   | Ma Dong-seok                                          | Nominado  | [ 35 ] [ 36 ]        |
| Baeksang Arts Awards                      | 3 de mayo de 2017       | Mejor Nuevo Director                                     | Yeon Sang-ho                                          | Ganador   | [ 35 ] [ 36 ]        |
| Chunsa Film Awards                        | 24 de mayo de 2017      | Premio Técnico                                           | Kwak Tae-yong                                         | Ganador   | [ 37 ]               |
| Chunsa Film Awards                        | 24 de mayo de 2017      | Premio Especial del Público a la Mejor Película          | Train to Busan                                        | Ganadora  | [ 37 ]               |

## Distribución en video y plataformas de streaming
El distribuidor estadounidense Well Go USA lanzó versiones en DVD y Blu-ray de Train to Busan el 17 de enero de 2017. FNC Add Culture lanzó las versiones coreanas en DVD y Blu-ray el 22 de febrero de 2017. También está disponible en Rakuten Viki, HBO Max, Netflix y Amazon Prime Video streaming. La versión india es un minuto más corta que la versión original debido a la censura de algunos disparos violentos de zombis.

## Precuela y nueva entrega
Una precuela animada, Seoul Station, también dirigida por Yeon, fue lanzada menos de un mes después.
Peninsula, una película de seguimiento ambientada cuatro años después de Train to Busan y también dirigida por Yeon, se estrenó en Corea del Sur en julio de 2020. Yeon ha declarado que «Peninsula no es una secuela de Train to Busan porque no es una continuación de la historia, pero sucede en el mismo universo».